# Versante Nord del Campo dei Fiori
Versante Nord del Campo dei Fiori este o arie protejată (arie specială de conservare — SAC, sit de importanță comunitară — SCI) din Italia întinsă pe o suprafață de 1.312 ha, integral pe uscat.

## Localizare
Centrul sitului Versante Nord del Campo dei Fiori este situat la coordonatele 45°52′47″N 8°45′42″E / 45.879722°N 8.761667°E.

## Înființare
Situl Versante Nord del Campo dei Fiori a fost declarat sit de importanță comunitară în iunie 1995 pentru a proteja 1 specie de plante și 65 de specii de animale. Situl a fost protejat și ca arie specială de conservare în aprilie 2014.

## Biodiversitate
Situată în ecoregiunea alpină, aria protejată conține 9 habitate naturale: Pajiști uscate seminaturale și facies de acoperire cu tufișuri pe substraturi calcaroase (Festuco-Brometalia) (* situri importante pentru orhidee), Mlaștini calcaroase cu Cladium mariscus și specii de Caricion davallianae, Păduri panonice cu Quercus pubescens, Peșteri inaccesibile publicului, Păduri de fag Luzulo-Fagetum, Pante stâncoase calcaroase cu vegetație casmofită, Păduri pe pante, grohotișuri și ravene de Tilio-Acerion, Păduri de fag Asperulo-Fagetum, Păduri aluvionare cu Alnus glutinosa și Fraxinus excelsior (Alno-Padion, Alnion incanae, Salicion albae).
La baza desemnării sitului se află mai multe specii protejate:
- plante (1): mușchi (Dicranum viride)
- păsări (55): uliu porumbar (Accipiter gentilis), uliu păsărar (Accipiter nisus), pițigoi codat (Aegithalos caudatus), pescăruș albastru (Alcedo atthis), lăstunul mare (Apus apus), ciuf-de-pădure (Asio otus), șorecarul comun (Buteo buteo), sticlete (Carduelis carduelis), Certhia brachydactyla, florinte (Chloris chloris), mierla de apă (Cinclus cinclus), șerpar (Circaetus gallicus), botgros (Coccothraustes coccothraustes), pițigoi albastru (Cyanistes caeruleus), lăstun de casă (Delichon urbicum), ciocănitoare pestriță mare (Dendrocopos major), ciocănitoare neagră (Dryocopus martius), măcăleandru (Erithacus rubecula), șoim călător (Falco peregrinus), vânturel roșu (Falco tinnunculus), muscar negru (Ficedula hypoleuca), Hippolais polyglotta, rândunică (Hirundo rustica), capîntortură (Jynx torquilla), sfrâncioc roșiatic (Lanius collurio), câneparul (Linaria cannabina), pițigoi moțat (Lophophanes cristatus), forfecuță gălbuie (Loxia curvirostra), gaia neagră (Milvus migrans), codobatură galbenă (Motacilla alba), muscar sur (Muscicapa striata), grangur (Oriolus oriolus), pițigoi mare (Parus major), pițigoi de brădet (Periparus ater), viespar (Pernis apivorus), codroș de munte (Phoenicurus ochruros), pitulice de munte (Phylloscopus bonelli), pitulice de munte (Phylloscopus collybita), pitulice sfârâitoare (Phylloscopus sibilatrix), pitulice-fluierătoare (Phylloscopus trochilus), pițigoi de munte (Poecile montanus), pițigoi sur (Poecile palustris), brumăriță de pădure (Prunella modularis), mugurarul (Pyrrhula pyrrhula), aușel sprâncenat (Regulus ignicapilla), aușel cu cap galben (Regulus regulus), sitar de pădure (Scolopax rusticola), cănăraș (Serinus serinus), țiclete (Sitta europaea), scatiu (Spinus spinus), huhurez mic (Strix aluco), silvie cu cap negru (Sylvia atricapilla), silvie de zăvoi (Sylvia borin), silvie de câmp (Sylvia communis), pănțărușul (Troglodytes troglodytes)
- amfibieni (2): Rana latastei, Triturus carnifex
- mamifere (3): liliac cu urechi mari (Myotis bechsteinii), liliac cu picioare lungi (Myotis capaccinii), liliac cărămiziu (Myotis emarginatus)
- nevertebrate (4): Austropotamobius pallipes, croitorul mare al stejarului (Cerambyx cerdo), Euplagia quadripunctaria, rădașcă (Lucanus cervus)
- pești (1): zglăvoacă (Cottus gobio)

Pe lângă speciile protejate, pe teritoriul sitului au mai fost identificate 49 de specii de plante, 4 specii de amfibieni, 18 specii de mamifere, 1 specie de nevertebrate, 4 specii de reptile.